# Wólka Gruszczyńska
Wólka Gruszczyńska – wieś sołecka w Polsce położona w województwie mazowieckim, w powiecie garwolińskim, w gminie Wilga.
| SIMC    | Nazwa             | Rodzaj    |
| ------- | ----------------- | --------- |
| 0694340 | Kępa Gruszczyńska | część wsi |
| 0694356 | Olszak            | część wsi |

Wierni Kościoła rzymskokatolickiego należą do parafii Wniebowzięcia Najświętszej Maryi Panny w Wildze.
W latach 1975–1998 miejscowość należała administracyjnie do województwa siedleckiego.